# イスティスマール
イスティスマール (Istithmar World) とはアラブ首長国連邦のドバイを本拠地とする政府系投資会社である。会社はドバイ政府が筆頭株主で2003年に設立された。『イスティスマールإستثمار』とはアラビア語で『投資』を意味する。日本語メディアではイスティスマルと表記されることが多い。
現在同国を代表する会社で、近年高騰する石油による収入を背景に国際的に投資活動を拡大しつつある。
2007年にはアメリカの服飾メーカーバーニーズ・ニューヨーク（ジョーンズ・アパレル・グループ傘下）の買収を巡って、日本のファーストリテイリング（ユニクロを展開）と争い、結局競り勝ち買収を成功させている。